# Preptos oropus
Preptos oropus är en fjärilsart som beskrevs av William Schaus 1892. Preptos oropus ingår i släktet Preptos och familjen Eupterotidae. Inga underarter finns listade i Catalogue of Life.